# Graf DK 27

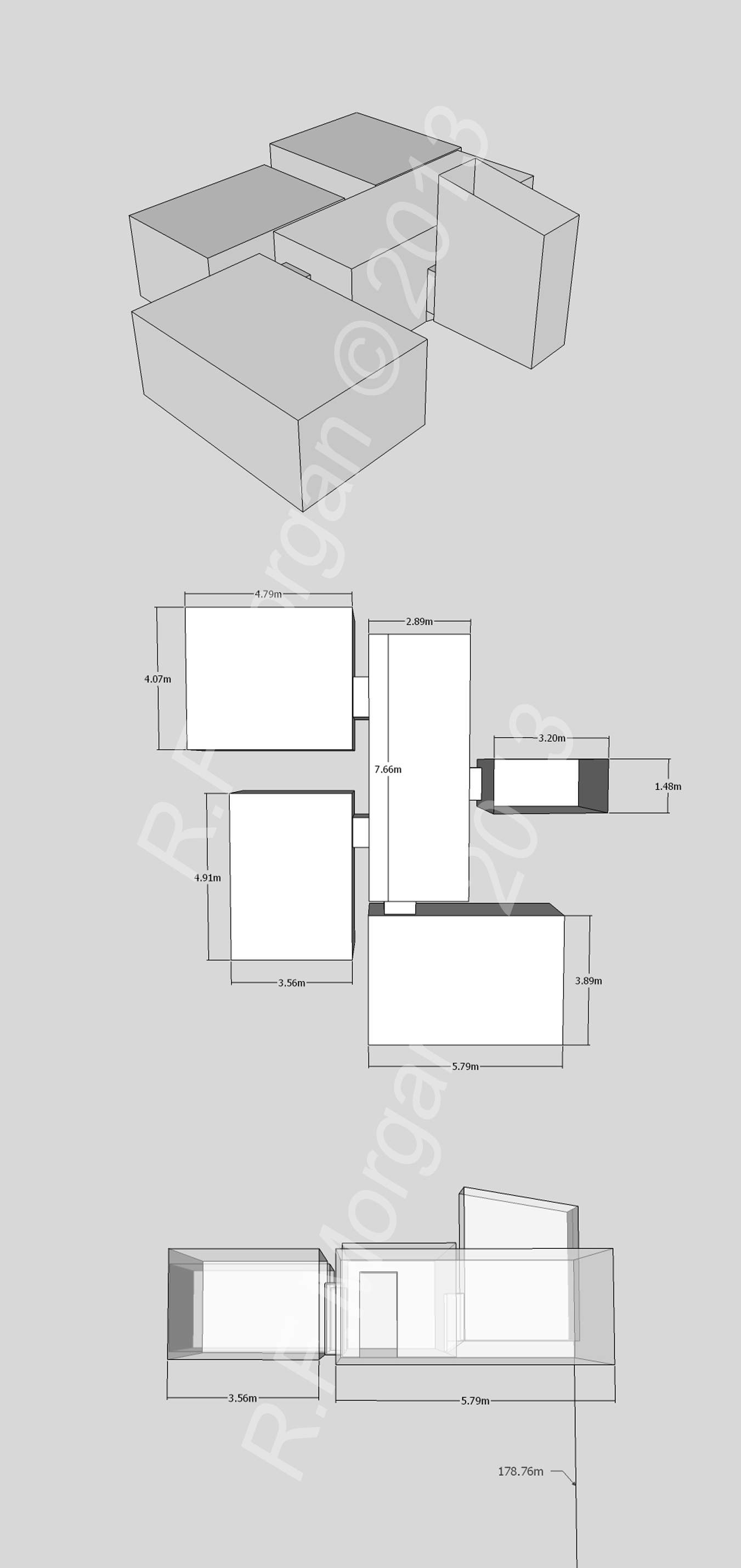
Schematische weergave van graf DK 27

Graf DK 27 is een graf uit de Vallei der Koningen. Het graf werd ontdekt door John Gardiner Wilkinson vóór 1832, en herontdekt door Donald P. Ryan in 1990. De tombe is niet gedecoreerd en het is onduidelijk voor wie het graf is gebouwd.